# 杜德普塔河
杜德普塔河是俄羅斯的河流，位於克拉斯諾亞爾斯克邊疆區，屬於皮亞西納河的右支流，河道全長687公里，流域面積33,100平方公里，下游150公里河道可讓船隻航行。